# 베가스 프로
베가스 프로(영어: Vegas Pro)는 독일의 매직스 소프트웨어사가 출시하고 있는 전문 비선형 편집 시스템을 위한 영상 편집 소프트웨어 패키지다. (원래는 소니의 자회사인 소니 크리에이티브 소프트웨어에서 출시하여 2007년 4월에 소니는 AMD와 함께 윈도우 비스타 64비트 버전에서 실행되는 64비트 버전의 베가스를 시연하였다.)
원래는 소닉 파운더리(Sonic Foundry)에서 1999년 프리뷰 버전으로 발표한 "멀티 트랙 미디어 편집 시스템(Multi Track Media Editing System)"이 시초이며, 같은해 테네시주 내슈빌에서 열린 NAMM 쇼에서 1.0 버전을 출시하며 세상에 선보이게 되었다.
처음에는 오디오 편집기로 개발되었으나 버전 2.0부터 영상과 소리를 위한 비선형 편집 시스템으로 개발되었다.
2003년 소닉 파운더리는 소프트웨어 사업부를 소니에 매각하게 되며, 이 과정에서 사운드 포지(Sound Forge) 등과 함께 소니의 소유가 되었다. (이후 매직스에 매각하기 전까지 13년간 베가스를 소유한 소니에서는 코덱 지원 등의 일부 기능을 제외하면 거의 제품 개발에 신경을 쓰지 않아 많은 사용자들의 질책을 받기도 했다.)
그러나 2016년에 소니측이 사업부를 매각하여 현재는 매직스 소프트웨어사가 소유하게 되었다. 베가스는 실시간 다중 트랙 영상 및 소리 편집을 제한 없는 트랙에서 편집할 수 있게 하며 이 밖에도 해상도에서 독립적인 비디오 시퀀싱, 세련된 효과와 합성 도구, 24비트/192 kHZ의 소리 지원, VST, DirectX 플러그인 효과 지원, 돌비 디지털 입체 음향 혼합도 제공한다.
2019년 베가스 프로 17이 발표되었으며 모션 트래킹, 네스팅, 고급 슬로우모션, 고급 컬러 그레이딩, HDR 지원, 이미지 워프, 8K 지원 등의 기능이 향상되었다.
현재 베가스 프로를 비롯한 매직스의 한국 총판은 (주)디브이네스트 보관됨 2020-09-19 - 웨이백 머신이다. 

## 버전 역사
- 베가스 베타
- 베가스 1.0
- 베가스 비디오 베타 (Vegas 2.0 베타)
- 베가스 비디오 (Vegas 2.0)
- 베가스 비디오 LE 3.0
- 베가스 비디오 3.0
- 베가스 4.0
- 베가스 4.0b
- 베가스 4.0e
- 베가스 5.0
- 베가스 6.0
- 베가스 7.0
- 베가스 프로 8.0
- 베가스 프로 9.0
- 베가스 프로 10
- 베가스 프로 11
- 베가스 프로 12
- 베가스 프로 13
- 베가스 프로 14
- 베가스 프로 15
- 베가스 프로 16
- 베가스 프로 17
- 베가스 프로 18
- 베가스 프로 19

## 같이 보기
- 어도비 프리미어 프로
- 파이널 컷 프로
- 피나클 스튜디오